# Catoblemma adiaphora
Catoblemma adiaphora är en fjärilsart som beskrevs av Turner 1920. Catoblemma adiaphora ingår i släktet Catoblemma och familjen nattflyn. Inga underarter finns listade i Catalogue of Life.